# 下口鯰屬
下口鯰屬（学名：Hypostomus）为甲鲶科的一个属。它们原产于南美洲的热带和亚热带地区。絞口下口鯰 （H.plecostomus）是一种受欢迎的淡水水族馆鱼类，以前被称为Plecostomus plecostomos。下口鲶属是一个物种丰富、分布广泛的鲶鱼属。

## 下属物种
本属包括以下物种：